# ОШ „Јован Јовановић Змај” Алексиначки Рудник
ОШ „Јован Јовановић Змај” Алексиначки Рудник једна је од установа основног школског образовања на територији општине Алексинац. Налази се у насељу Алексиначки Рудник на адреси Трг Рудара бб.

## Историјат
Основна школа „Јован Јовановић Змај” је основана 1944, радила је као четворогодишња школа до 1955. године када постаје осмогодишња. Уписана је у регистар Трговинског суда у Нишу 1. јануара 1966. Припојена су јој одељења до четвртог разреда у Бобовишту 1957. и осам разреда школе „Ратко Жунић” у Рутевцу 1968. Садржи засебна одељења у селима Брадарац, Вукашиновац и Делиград. Од 1947. до 1993. године је радила под називом ОШ „Братство и јединство”. Наредне деценије, до 2007, је била без имена и радила је као Основна школа на Алексиначком Руднику, а 2007. године је добила данашњи назив по дечијем песнику Јовану Јовановићу Змају. Издају школски часопис „Искре” који је 2007. добио назив „Змајеве искре” и излази једном годишње, око 9. маја или 27. јануара за празник посвећен Светом Сави.